# Johan Remmet de Groot
Johan Remmet de Groot (Alkmaar, 8 december 1918 - Katwijk, 7 april 1987) was een Nederlandse bibliothecaris.
Hij studeerde in 1941 af als  meester in de rechten aan de Universiteit van Amsterdam. Van 1950 tot 1958 was hij als wetenschappelijk ambtenaar verbonden aan het Rijksinstituut voor Oorlogsdocumentatie. Nadat hij in 1961 benoemd was als bibliothecaris (directeur) van de Universiteitsbibliotheek Leiden, vervulde hij deze functie tot 1983. Hij werd opgevolgd door Jacques van Gent.
Naar De Groot is het mr. J.R. de Groot-fonds genoemd dat in 1988 door PICA in het leven werd geroepen om (beginnende) medewerkers van bibliotheken en documentatie-instellingen bij te laten blijven met internationale ontwikkelingen op het vlak van bibliotheekautomatisering.